# David Charles McClintock
David Charles McClintock (4 de julio de 1913 - 23 de noviembre de 2001 ) fue un militar, botánico y horticultor inglés.
Fue educado en Harrow, y luego pasó al Trinity College (Cambridge), donde profundizó su francés, alemán e Historia. En 1938 se enrola en la Hertfordshire Yeomanry; y luego pasa al "Centro de Entrenamiento en Inteligencia Militar", alcanzando el rango de mayor, uniéndose al Ejército Británico en el Rin. En 1951 es invitado para ser jefe oficial administrativo del Consejo de Utilización del Carbón, permaneciendo hasta su retiro en 1973, para luego dedicarse al estudio de las plantas.
Fue presidente de la "Botanical Society of the British Isles" (BSBI), la "Heather Society", la "Bamboo Society", la "Wild Flower Society" y la "Kent Field Club". También fue vicepresidente de la "International Dendrology Society", y miembro de su Consejo. Fue un activo miembro de la Sociedad linneana de Londres, recibiendo el tributo del galardón de H H Bloomer en 1993.

## Algunas publicaciones
- 1952. Plant note: Urtica urens. Watsonia 2: 287

- McClintock, D; R Fitter. 1956. The pocket guide to wild flowers

- -------------. 1964. The natural history of the garden of Buckingham Palace. 1ª ed.

- -------------. 1975. The wild flowers of Guernsey. 1ª ed.

- -------------. 1996. Ecotypic distinction in Herniaria ciliolata? BSBI News 73: 31

- -------------. 1999. Verbascum virgatum near Milton, Oxfordshire. BSBI News 82: 26–27

- -------------. 2000. Yorkshire hospitality. BSBI News 84: 30
- La abreviatura «D.C.McClint.» se emplea para indicar a David Charles McClintock como autoridad en la descripción y clasificación científica de los vegetales.[1]